# 2018년 동계 올림픽 아제르바이잔 선수단
2018년 동계 올림픽 아제르바이잔 선수단은 대한민국 평창에서 개최되는 2018년 동계 올림픽에 참가하는 올림픽 아제르바이잔 선수단이다.

## 메달 집계

### 종목별 참가 선수 및 메달 집계

#### 종목별 메달 집계
| 종목        | 1 | 2 | 3 | 합계 |
| 알파인 스키 | 0 | 0 | 0 | 0    |
| 합계        | 0 | 0 | 0 | 0    |

#### 종목별 참가 선수
| 종목        | 참가 선수 | 1 | 2 | 3 | 메달 합계 |
| 알파인 스키 | 1         |   |   |   |           |
| 합계        | 1         | 0 | 0 | 0 | 0         |